# Giải bóng đá Ngoại hạng Anh 2022–23
Giải bóng đá Ngoại hạng Anh 2022–23 (Premier League 2022–23) là mùa giải thứ 31 của Giải bóng đá Ngoại hạng Anh, và là mùa giải thứ 124 của hạng đấu cao nhất bóng đá Anh.
Manchester City là đương kim vô địch hai lần sau khi vô địch ở mùa giải 2020–21 và 2021–22.
Tính đến mùa giải 2022–23, các câu lạc bộ có quyền thay 5 cầu thủ so với 3 như trước đây với ba lượt thay người trong lúc trận đấu diễn ra và tại quãng nghỉ giữa hiệp để đồng bộ với các giải vô địch quốc gia hàng đầu châu Âu còn lại (Bundesliga, Ligue 1, Eredivisie, La Liga và Serie A). Cũng có quãng nghỉ giữa mùa cho FIFA World Cup 2022 ở Qatar, với trận đấu cuối cùng được diễn ra vào cuối tuần của ngày 12–13 tháng 11 năm 2022, và trận đấu đầu tiên sau World Cup được diễn ra vào ngày 26 tháng 12 năm 2022.
Vào ngày 9 tháng 9 năm 2022, tất cả các trận đấu của Giải bóng đá ngoại hạng Anh dự kiến diễn ra từ ngày 10 đến 12 tháng 9 đã bị hoãn do cái chết của Elizabeth II.

## Các đội bóng
20 đội bóng cạnh tranh ở giải đấu – 17 đội đứng đầu từ mùa giải trước và 3 đội thăng hạng từ Championship. Các đội thăng hạng là Fulham, Bournemouth và Nottingham Forest, các đội bóng trở lại sau khi vắng bóng lần lượt 1, 2 và 23 năm ở hạng đấu này. Quãng thời gian 23 năm từ mùa giải Premier League gần nhất đến mùa giải này của Nottingham Forest là thời gian vắng bóng lâu nhất cho một câu lạc bộ Premier League trước đây ở kỷ nguyên Premier League đến nay. Ba đội bóng trên thay thế Burnley (xuống hạng sau 6 năm ở hạng đấu cao nhất), Watford và Norwich City (cả hai đội xuống hạng chỉ sau 1 năm ở hạng đấu cao nhất).

### Sân vận động và địa điểm
Ghi chú: Bảng liệt kê theo thứ tự bảng chữ cái.
| Đội                     | Địa điểm                  | Sân vận động                      | Sức chứa |
| ----------------------- | ------------------------- | --------------------------------- | -------- |
| Arsenal                 | Luân Đôn (Holloway)       | Sân vận động Emirates             | 60.704   |
| Aston Villa             | Birmingham                | Sân vận động Villa Park           | 42.682   |
| Bournemouth             | Bournemouth               | Sân vận động Dean Court           | 11.364   |
| Brentford               | Luân Đôn (Brentford)      | Sân vận động Cộng đồng Brentford  | 17.250   |
| Brighton & Hove Albion  | Falmer                    | Sân vận động Falmer               | 31.800   |
| Chelsea                 | Luân Đôn (Fulham)         | Sân vận động Stamford Bridge      | 40.834   |
| Crystal Palace          | Luân Đôn (Selhurst)       | Sân vận động Selhurst Park        | 25.486   |
| Everton                 | Liverpool (Walton)        | Sân vận động Goodison Park        | 39.414   |
| Fulham                  | Luân Đôn (Fulham)         | Sân vận động Craven Cottage       | 19.359   |
| Leeds United            | Leeds                     | Sân vận động Elland Road          | 37.792   |
| Leicester City          | Leicester                 | Sân vận động King Power           | 32.312   |
| Liverpool               | Liverpool (Anfield)       | Sân vận động Anfield              | 53.394   |
| Manchester City         | Manchester (Bradford)     | Sân vận động Thành phố Manchester | 55.017   |
| Manchester United       | Manchester (Old Trafford) | Sân vận động Old Trafford         | 74.140   |
| Newcastle United        | Newcastle upon Tyne       | Sân vận động St James' Park       | 52.305   |
| Nottingham Forest       | West Bridgford            | Sân vận động City Ground          | 30.445   |
| Southampton             | Southampton               | Sân vận động St Mary's            | 32.384   |
| Tottenham Hotspur       | Luân Đôn (Tottenham)      | Sân vận động Tottenham Hotspur    | 62.850   |
| West Ham United         | Luân Đôn (Stratford)      | Sân vận động Luân Đôn             | 62.500   |
| Wolverhampton Wanderers | Wolverhampton             | Sân vận động Molineux             | 32.050   |

### Nhân sự và trang phục
| Đội                     | Huấn luyện viên  | Đội trưởng        | Nhà sản xuất trang phục | Nhà tài trợ áo đấu (ngực) | Nhà tài trợ áo đấu (tay áo) |
| ----------------------- | ---------------- | ----------------- | ----------------------- | ------------------------- | --------------------------- |
| Arsenal                 | Mikel Arteta     | Martin Ødegaard   | Adidas                  | Emirates                  | Visit Rwanda                |
| Aston Villa             | Unai Emery       | John McGinn       | Castore                 | Cazoo                     | Kaiyun Sports               |
| Bournemouth             | Gary O'Neil      | Lloyd Kelly       | Umbro                   | Dafabet                   | DeWalt                      |
| Brentford               | Thomas Frank     | Pontus Jansson    | Umbro                   | Hollywoodbets             | Safetyculture               |
| Brighton & Hove Albion  | Roberto De Zerbi | Lewis Dunk        | Nike                    | American Express          | SnickersUK.com              |
| Chelsea                 | Graham Potter    | Cesar Azpilicueta | Nike                    | Three                     | WhaleFin                    |
| Crystal Palace          | Patrick Vieira   | Luka Milivojević  | Macron                  | Cinch                     | Mukuru                      |
| Everton                 | Frank Lampard    | Séamus Coleman    | Hummel                  | Stake.com                 | BOXT                        |
| Fulham                  | Marco Silva      | Tom Cairney       | Adidas                  | W88                       | World Mobile                |
| Leeds United            | Jesse Marsch     | Liam Cooper       | Adidas                  | SBOTOP                    | Wish                        |
| Leicester City          | Brendan Rodgers  | Jonny Evans       | Adidas                  | FBS                       | Bia Sài Gòn                 |
| Liverpool               | Jürgen Klopp     | Jordan Henderson  | Nike                    | Standard Chartered        | Expedia                     |
| Manchester City         | Pep Guardiola    | İlkay Gündoğan    | Puma                    | Etihad Airways            | Nexen Tire                  |
| Manchester United       | Erik ten Hag     | Harry Maguire     | Adidas                  | TeamViewer                | DXC Technology              |
| Newcastle United        | Eddie Howe       | Jamaal Lascelles  | Castore                 | FUN88                     | noon.com                    |
| Nottingham Forest       | Steve Cooper     | Joe Worrall       | Macron                  | TBA                       | TBA                         |
| Southampton             | Nathan Jones     | James Ward-Prowse | Hummel                  | Sportsbet.io              | JD Sports                   |
| Tottenham Hotspur       | Antonio Conte    | Hugo Lloris       | Nike                    | AIA                       | Cinch                       |
| West Ham United         | David Moyes      | Declan Rice       | Umbro                   | Betway                    | Scope Markets               |
| Wolverhampton Wanderers | Julen Lopetegui  | Rúben Neves       | Castore                 | AstroPay                  | 12BET                       |

### Thay đổi huấn luyện viên
| Đội                     | Huấn luyện viên đi | Lý do rời đi            | Ngày rời đi          | Vị trí ở bảng xếp hạng | Huấn luyện viên đến           | Ngày bổ nhiệm        |
| ----------------------- | ------------------ | ----------------------- | -------------------- | ---------------------- | ----------------------------- | -------------------- |
| Manchester United       | Ralf Rangnick      | Hết thời gian tạm quyền | 22 tháng 5 năm 2022  | Trước mùa giải         | Erik ten Hag                  | 23 tháng 5 năm 2022  |
| Bournemouth             | Scott Parker       | Sa thải                 | 30 tháng 8 năm 2022  | Thứ 17                 | Gary O'Neil (tạm quyền)       | 30 tháng 8 năm 2022  |
| Chelsea                 | Thomas Tuchel      | Sa thải                 | 7 tháng 9 năm 2022   | Thứ 6                  | Graham Potter                 | 8 tháng 9 năm 2022   |
| Brighton & Hove Albion  | Graham Potter      | Ký hợp đồng với Chelsea | 8 tháng 9 năm 2022   | Thứ 4                  | Roberto De Zerbi              | 18 tháng 9 năm 2022  |
| Wolverhampton Wanderers | Bruno Lage         | Sa thải                 | 2 tháng 10 năm 2022  | Thứ 18                 | Steve Davis (tạm quyền)       | 2 tháng 10 năm 2022  |
| Aston Villa             | Steven Gerrard     | Sa thải                 | 20 tháng 10 năm 2022 | Thứ 17                 | Aaron Danks (tạm quyền)       | 21 tháng 10 năm 2022 |
| Aston Villa             | Aaron Danks        | Hết thời gian tạm quyền | 1 tháng 11 năm 2022  | Thứ 14                 | Unai Emery                    | 1 tháng 11 năm 2022  |
| Southampton             | Ralph Hasenhüttl   | Sa thải                 | 7 tháng 11 năm 2022  | Thứ 18                 | Nathan Jones                  | 10 tháng 11 năm 2022 |
| Wolverhampton Wanderers | Steve Davis        | Hết thời gian tạm quyền | 14 tháng 11 năm 2022 | Thứ 20                 | Julen Lopetegui               | 14 tháng 11 năm 2022 |
| Everton                 | Frank Lampard      | Sa thải                 | 23 tháng 1 năm 2023  | Thứ 19                 | Sean Dyche                    | 30 tháng 1 năm 2023  |
| Leeds United            | Jesse Marsch       | Sa thải                 | 6 tháng 2 năm 2023   | Thứ 17                 | Michael Skubala (tạm quyền)   | 6 tháng 2 năm 2023   |
| Southampton             | Nathan Jones       | Sa thải                 | 12 tháng 2 năm 2023  | Thứ 20                 | Rubén Sellés                  | 12 tháng 2 năm 2023  |
| Leeds United            | Michael Skubala    | Hết thời gian tạm quyền | 21 tháng 2 năm 2023  | Thứ 19                 | Javi Gracia                   | 21 tháng 2 năm 2023  |
| Crystal Palace          | Patrick Vieira     | Sa thải                 | 17 tháng 3 năm 2023  | Thứ 12                 | Paddy McCarthy (tạm quyền)    | 17 tháng 3 2023      |
| Crystal Palace          | Paddy McCarthy     | Hết thời gian tạm quyền | 21 tháng 3 năm 2023  | Thứ 12                 | Roy Hodgson (tạm quyền)       | 21 tháng 3 năm 2023  |
| Tottenham Hotspur       | Antonio Conte      | Đồng thuận              | 26 tháng 3 năm 2023  | Thứ 4                  | Cristian Stellini (tạm quyền) | 26 tháng 3 năm 2023  |
| Leicester City          | Brendan Rodgers    | Đồng thuận              | 2 tháng 4 năm 2023   | Thứ 19                 | Adam Sadler (tạm quyền)       | 4 tháng 4 năm 2023   |
| Chelsea                 | Graham Potter      | Sa thải                 | 2 tháng 4 năm 2023   | Thứ 11                 | Bruno Saltor (tạm quyền)      | 2 tháng 4 năm 2023   |
| Chelsea                 | Bruno Saltor       | Hết thời gian tạm quyền | 6 tháng 4 năm 2023   | Thứ 11                 | Frank Lampard (tạm quyền)     | 6 tháng 4 năm 2023   |
| Leicester City          | Adam Sadler        | Hết thời gian tạm quyền | 10 tháng 4 năm 2023  | Thứ 19                 | Dean Smith                    | 10 tháng 4 năm 2023  |
| Tottenham Hotspur       | Cristian Stellini  | Sa thải                 | 24 tháng 4 năm 2023  | Thứ 5                  | Ryan Mason (tạm quyền)        | 24 tháng 4 năm 2023  |
| Leeds United            | Javi Gracia        | Sa thải                 | 3 tháng 5 năm 2023   | Thứ 17                 | Sam Allardyce                 | 3 tháng 5 năm 2023   |

## Bảng xếp hạng
| VT | Đội                     | ST | T  | H  | B  | BT | BB | HS  | Đ  | Giành quyền tham dự hoặc xuống hạng            |
| -- | ----------------------- | -- | -- | -- | -- | -- | -- | --- | -- | ---------------------------------------------- |
| 1  | Manchester City         | 38 | 28 | 5  | 5  | 93 | 32 | +61 | 89 | Lọt vào vòng bảng Champions League             |
| 2  | Arsenal                 | 38 | 26 | 6  | 6  | 88 | 43 | +45 | 84 | Lọt vào vòng bảng Champions League             |
| 3  | Manchester United       | 38 | 23 | 6  | 9  | 58 | 43 | +15 | 75 | Lọt vào vòng bảng Champions League             |
| 4  | Newcastle United        | 38 | 19 | 14 | 5  | 68 | 33 | +35 | 71 | Lọt vào vòng bảng Champions League             |
| 5  | Liverpool               | 38 | 19 | 10 | 9  | 75 | 47 | +28 | 67 | Lọt vào vòng bảng Europa League                |
| 6  | Brighton & Hove Albion  | 38 | 18 | 8  | 12 | 72 | 53 | +19 | 62 | Lọt vào vòng bảng Europa League                |
| 7  | Aston Villa             | 38 | 18 | 7  | 13 | 51 | 46 | +5  | 61 | Lọt vào vòng play-off Europa Conference League |
| 8  | Tottenham Hotspur       | 38 | 18 | 6  | 14 | 70 | 63 | +7  | 60 |                                                |
| 9  | Brentford               | 38 | 15 | 14 | 9  | 58 | 46 | +12 | 59 |                                                |
| 10 | Fulham                  | 38 | 15 | 7  | 16 | 55 | 53 | +2  | 52 |                                                |
| 11 | Crystal Palace          | 38 | 11 | 12 | 15 | 40 | 49 | −9  | 45 |                                                |
| 12 | Chelsea                 | 38 | 11 | 11 | 16 | 38 | 47 | −9  | 44 |                                                |
| 13 | Wolverhampton Wanderers | 38 | 11 | 8  | 19 | 31 | 58 | −27 | 41 |                                                |
| 14 | West Ham United         | 38 | 11 | 7  | 20 | 42 | 55 | −13 | 40 | Lọt vào vòng bảng Europa League                |
| 15 | Bournemouth             | 38 | 11 | 6  | 21 | 37 | 71 | −34 | 39 |                                                |
| 16 | Nottingham Forest       | 38 | 9  | 11 | 18 | 38 | 68 | −30 | 38 |                                                |
| 17 | Everton                 | 38 | 8  | 12 | 18 | 34 | 57 | −23 | 36 |                                                |
| 18 | Leicester City          | 38 | 9  | 7  | 22 | 51 | 68 | −17 | 34 | Xuống hạng đến EFL Championship                |
| 19 | Leeds United            | 38 | 7  | 10 | 21 | 48 | 78 | −30 | 31 | Xuống hạng đến EFL Championship                |
| 20 | Southampton             | 38 | 6  | 7  | 25 | 36 | 73 | −37 | 25 | Xuống hạng đến EFL Championship                |

1. ↑  Giải bóng đá Ngoại hạng Anh 2022-23 được diễn ra với quãng nghỉ giữa mùa từ ngày 13 tháng 11 năm 2022 đến ngày 26 tháng 12 năm 2022 để nhường chỗ cho FIFA World Cup 2022 được diễn ra vào mùa đông.
2. ↑  O'Neil ban đầu được bổ nhiệm làm huấn luyện viên trưởng tạm quyền, trước khi được chuyển về vĩnh viễn vào ngày 27 tháng 11 năm 2022.
3. ↑  Vì đội vô địch Cúp FA 2022–23, Manchester City đủ điều kiện tham dự Champions League nhờ vị trí trong giải đấu của họ, suất dự vòng bảng Europa League thứ hai được phân bổ cho Anh đã được chuyển cho đội xếp thứ sáu.
4. ↑  Vì đội vô địch Cúp EFL 2022-23, Manchester United đủ điều kiện tham dự Champions League, suất tham dự Europa Conference League được trao cho đội vô địch EFL Cup đã được chuyển cho đội có vị trí cao nhất tại Premier League chưa đủ điều kiện tham dự giải đấu châu Âu, đội xếp thứ bảy.
5. ↑  West Ham United đủ điều kiện tham dự vòng bảng Europa League do đã giành chức vô địch UEFA Europa Conference League 2022–23.

## Kết quả
Lịch thi đấu được công bố vào ngày 16 tháng 6 năm 2022.
| Nhà \ Khách             | ARS | AVL | BOU | BRE | BHA | CHE | CRY | EVE | FUL | LEE | LEI | LIV | MCI | MUN | NEW | NFO | SOU | TOT | WHU | WOL |
| ----------------------- | --- | --- | --- | --- | --- | --- | --- | --- | --- | --- | --- | --- | --- | --- | --- | --- | --- | --- | --- | --- |
| Arsenal                 | —   | 2–1 | 3–2 | 1–1 | 0–3 | 3–1 | 4–1 | 4–0 | 2–1 | 4–1 | 4–2 | 3–2 | 1–3 | 3–2 | 0–0 | 5–0 | 3–3 | 3–1 | 3–1 | 5–0 |
| Aston Villa             | 2–4 | —   | 3–0 | 4–0 | 2–1 | 0–2 | 1–0 | 2–1 | 1–0 | 2–1 | 2–4 | 1–3 | 1–1 | 3–1 | 3–0 | 2–0 | 1–0 | 2–1 | 0–1 | 1–1 |
| Bournemouth             | 0–3 | 2–0 | —   | 0–0 | 0–2 | 1–3 | 0–2 | 3–0 | 2–1 | 4–1 | 2–1 | 1–0 | 1–4 | 0–1 | 1–1 | 1–1 | 0–1 | 2–3 | 0–4 | 0–0 |
| Brentford               | 0–3 | 1–1 | 2–0 | —   | 2–0 | 0–0 | 1–1 | 1–1 | 3–2 | 5–2 | 1–1 | 3–1 | 1–0 | 4–0 | 1–2 | 2–1 | 3–0 | 2–2 | 2–0 | 1–1 |
| Brighton & Hove Albion  | 2–4 | 1–2 | 1–0 | 3–3 | —   | 4–1 | 1–0 | 1–5 | 0–1 | 1–0 | 5–2 | 3–0 | 1–1 | 1–0 | 0–0 | 0–0 | 3–1 | 0–1 | 4–0 | 6–0 |
| Chelsea                 | 0–1 | 0–2 | 2–0 | 0–2 | 1–2 | —   | 1–0 | 2–2 | 0–0 | 1–0 | 2–1 | 0–0 | 0–1 | 1–1 | 1–1 | 2–2 | 0–1 | 2–2 | 2–1 | 3–0 |
| Crystal Palace          | 0–2 | 3–1 | 2–0 | 1–1 | 1–1 | 1–2 | —   | 0–0 | 0–3 | 2–1 | 2–1 | 0–0 | 0–1 | 1–1 | 0–0 | 1–1 | 1–0 | 0–4 | 4–3 | 2–1 |
| Everton                 | 1–0 | 0–2 | 1–0 | 1–0 | 1–4 | 0–1 | 3–0 | —   | 1–3 | 1–0 | 0–2 | 0–0 | 0–3 | 1–2 | 1–4 | 1–1 | 1–2 | 1–1 | 1–0 | 1–2 |
| Fulham                  | 0–3 | 3–0 | 2–2 | 3–2 | 2–1 | 2–1 | 2–2 | 0–0 | —   | 2–1 | 5–3 | 2–2 | 1–2 | 1–2 | 1–4 | 2–0 | 2–1 | 0–1 | 0–1 | 1–1 |
| Leeds United            | 0–1 | 0–0 | 4–3 | 0–0 | 2–2 | 3–0 | 1–5 | 1–1 | 2–3 | —   | 1–1 | 1–6 | 1–3 | 0–2 | 2–2 | 2–1 | 1–0 | 1–4 | 2–2 | 2–1 |
| Leicester City          | 0–1 | 1–2 | 0–1 | 2–2 | 2–2 | 1–3 | 0–0 | 2–2 | 0–1 | 2–0 | —   | 0–3 | 0–1 | 0–1 | 0–3 | 4–0 | 1–2 | 4–1 | 2–1 | 2–1 |
| Liverpool               | 2–2 | 1–1 | 9–0 | 1–0 | 3–3 | 0–0 | 1–1 | 2–0 | 1–0 | 1–2 | 2–1 | —   | 1–0 | 7–0 | 2–1 | 3–2 | 3–1 | 4–3 | 1–0 | 2–0 |
| Manchester City         | 4–1 | 3–1 | 4–0 | 1–2 | 3–1 | 1–0 | 4–2 | 1–1 | 2–1 | 2–1 | 3–1 | 4–1 | —   | 6–3 | 2–0 | 6–0 | 4–0 | 4–2 | 3–0 | 3–0 |
| Manchester United       | 3–1 | 1–0 | 3–0 | 1–0 | 1–2 | 4–1 | 2–1 | 2–0 | 2–1 | 2–2 | 3–0 | 2–1 | 2–1 | —   | 0–0 | 3–0 | 0–0 | 2–0 | 1–0 | 2–0 |
| Newcastle United        | 0–2 | 4–0 | 1–1 | 5–1 | 4–1 | 1–0 | 0–0 | 1–0 | 1–0 | 0–0 | 0–0 | 0–2 | 3–3 | 2–0 | —   | 2–0 | 3–1 | 6–1 | 1–1 | 2–1 |
| Nottingham Forest       | 1–0 | 1–1 | 2–3 | 2–2 | 3–1 | 1–1 | 1–0 | 2–2 | 2–3 | 1–0 | 2–0 | 1–0 | 1–1 | 0–2 | 1–2 | —   | 4–3 | 0–2 | 1–0 | 1–1 |
| Southampton             | 1–1 | 0–1 | 0–1 | 0–2 | 1–3 | 2–1 | 0–2 | 1–2 | 0–2 | 2–2 | 1–0 | 4–4 | 1–4 | 0–1 | 1–4 | 0–1 | —   | 3–3 | 1–1 | 1–2 |
| Tottenham Hotspur       | 0–2 | 0–2 | 2–3 | 1–3 | 2–1 | 2–0 | 1–0 | 2–0 | 2–1 | 4–3 | 6–2 | 1–2 | 1–0 | 2–2 | 1–2 | 3–1 | 4–1 | —   | 2–0 | 1–0 |
| West Ham United         | 2–2 | 1–1 | 2–0 | 0–2 | 0–2 | 1–1 | 1–2 | 2–0 | 3–1 | 3–1 | 0–2 | 1–2 | 0–2 | 1–0 | 1–5 | 4–0 | 1–0 | 1–1 | —   | 2–0 |
| Wolverhampton Wanderers | 0–2 | 1–0 | 0–1 | 2–0 | 2–3 | 1–0 | 2–0 | 1–1 | 0–0 | 2–4 | 0–4 | 3–0 | 0–3 | 0–1 | 1–1 | 1–0 | 1–0 | 1–0 | 1–0 | —   |

## Thống kê mùa giải

### Ghi bàn hàng đầu
| Hạng | Cầu thủ             | Câu lạc bộ        | Số bàn thắng |
| ---- | ------------------- | ----------------- | ------------ |
| 1    | Erling Haaland      | Manchester City   | 36           |
| 2    | Harry Kane          | Tottenham Hotspur | 30           |
| 3    | Ivan Toney          | Brentford         | 20           |
| 4    | Mohamed Salah       | Liverpool         | 19           |
| 5    | Callum Wilson       | Newcastle United  | 18           |
| 6    | Marcus Rashford     | Manchester United | 17           |
| 7    | Gabriel Martinelli  | Arsenal           | 15           |
| 7    | Martin Ødegaard     | Arsenal           | 15           |
| 7    | Ollie Watkins       | Aston Villa       | 15           |
| 10   | Aleksandar Mitrović | Fulham            | 14           |
| 10   | Bukayo Saka         | Arsenal           | 14           |

#### Hat-trick
| Cầu thủ          | Câu lạc bộ             | Đối đầu với             | Kết quả | Ngày                |
| ---------------- | ---------------------- | ----------------------- | ------- | ------------------- |
| Erling Haaland   | Manchester City        | Crystal Palace          | 4–2 (N) | 27 tháng 8 năm 2022 |
| Erling Haaland   | Manchester City        | Nottingham Forest       | 6–0 (N) | 31 tháng 8 năm 2022 |
| Ivan Toney       | Brentford              | Leeds United            | 5–2 (N) | 3 tháng 9 năm 2022  |
| Son Heung-min    | Tottenham Hotspur      | Leicester City          | 6–2 (N) | 17 tháng 9 năm 2022 |
| Leandro Trossard | Brighton & Hove Albion | Liverpool               | 3–3 (K) | 1 tháng 10 năm 2022 |
| Erling Haaland   | Manchester City        | Manchester United       | 6–3 (N) | 2 tháng 10 năm 2022 |
| Phil Foden       | Manchester City        | Manchester United       | 6–3 (N) | 2 tháng 10 năm 2022 |
| Erling Haaland   | Manchester City        | Wolverhampton Wanderers | 3–0 (N) | 22 tháng 1 năm 2023 |

### Kiến tạo hàng đầu
| Hạng | Cầu thủ                | Câu lạc bộ                       | Kiến tạo |
| ---- | ---------------------- | -------------------------------- | -------- |
| 1    | Kevin De Bruyne        | Manchester City                  | 16       |
| 2    | Mohamed Salah          | Liverpool                        | 12       |
| 2    | Leandro Trossard       | Brighton & Hove Albion / Arsenal | 12       |
| 4    | Michael Olise          | Crystal Palace                   | 11       |
| 4    | Bukayo Saka            | Arsenal                          | 11       |
| 6    | Riyad Mahrez           | Manchester City                  | 10       |
| 7    | James Maddison         | Leicester City                   | 9        |
| 7    | Trent Alexander-Arnold | Liverpool                        | 9        |
| 9    | Christian Eriksen      | Manchester United                | 8        |
| 9    | Bruno Fernandes        | Manchester United                | 8        |
| 9    | Erling Haaland         | Manchester City                  | 8        |
| 9    | Ivan Perišić           | Tottenham Hotspur                | 8        |
| 9    | Andrew Robertson       | Liverpool                        | 8        |
| 9    | Bryan Mbeumo           | Brentford                        | 8        |
| 9    | Pascal Groß            | Brighton & Hove Albion           | 8        |
| 9    | Morgan Gibbs-White     | Nottingham Forest                | 8        |

### Số trận giữ sạch lưới
| Hạng | Cầu thủ           | Câu lạc bộ              | Số trận giữ sạch lưới |
| ---- | ----------------- | ----------------------- | --------------------- |
| 1    | David de Gea      | Manchester United       | 17                    |
| 2    | Alisson           | Liverpool               | 14                    |
| 2    | Nick Pope         | Newcastle United        | 14                    |
| 2    | Aaron Ramsdale    | Arsenal                 | 14                    |
| 5    | David Raya        | Brentford               | 12                    |
| 6    | Ederson           | Manchester City         | 11                    |
| 6    | Emiliano Martínez | Aston Villa             | 11                    |
| 6    | José Sá           | Wolverhampton Wanderers | 11                    |
| 9    | Kepa Arrizabalaga | Chelsea                 | 9                     |
| 10   | Łukasz Fabiański  | West Ham United         | 8                     |
| 10   | Bernd Leno        | Fulham                  | 8                     |
| 10   | Jordan Pickford   | Everton                 | 8                     |

### Kỷ luật

#### Cầu thủ
- Nhận nhiều thẻ vàng nhất: 14[100]
  -  João Palhinha (Fulham)

- Nhận nhiều thẻ đỏ nhất: 2[101]
  -  Casemiro (Manchester United)

#### Câu lạc bộ
- Nhận nhiều thẻ vàng nhất: 84[102]
  - Leeds United
  - Nottingham Forest
  - Wolverhampton Wanderers

- Nhận ít thẻ vàng nhất: 44[102]
  - West Ham United
  - Manchester City

- Nhận nhiều thẻ đỏ nhất: 6[103]
  - Wolverhampton Wanderers

- Nhận ít thẻ đỏ nhất: 0[103]
  - 6 đội

## Giải thưởng

### Giải thưởng tháng
| Tháng              | Huấn luyện viên xuất sắc nhất tháng | Huấn luyện viên xuất sắc nhất tháng | Cầu thủ xuất sắc nhất tháng | Cầu thủ xuất sắc nhất tháng | Bàn thắng đẹp nhất tháng | Bàn thắng đẹp nhất tháng | Pha cứu thua xuất sắc nhất tháng | Pha cứu thua xuất sắc nhất tháng | Nguồn                           |
| Tháng              | Huấn luyện viên                     | Câu lạc bộ                          | Cầu thủ                     | Câu lạc bộ                  | Cầu thủ                  | Câu lạc bộ               | Cầu thủ                          | Câu lạc bộ                       | Nguồn                           |
| ------------------ | ----------------------------------- | ----------------------------------- | --------------------------- | --------------------------- | ------------------------ | ------------------------ | -------------------------------- | -------------------------------- | ------------------------------- |
| Tháng 8            | Mikel Arteta                        | Arsenal                             | Erling Haaland              | Manchester City             | Allan Saint-Maximin      | Newcastle United         | Nick Pope                        | Newcastle United                 | [ 104 ] [ 105 ] [ 106 ] [ 107 ] |
| Tháng 9            | Erik ten Hag                        | Manchester United                   | Marcus Rashford             | Manchester United           | Ivan Toney               | Brentford                | Jordan Pickford                  | Everton                          | [ 108 ] [ 109 ] [ 110 ] [ 111 ] |
| Tháng 10           | Eddie Howe                          | Newcastle United                    | Miguel Almirón              | Newcastle United            | Miguel Almirón           | Newcastle United         | Kepa Arrizabalaga                | Chelsea                          | [ 112 ] [ 113 ] [ 114 ] [ 115 ] |
| Tháng 11/ Tháng 12 | Mikel Arteta                        | Arsenal                             | Martin Ødegaard             | Arsenal                     | Demarai Gray             | Everton                  | Gavin Bazunu                     | Southampton                      | [ 116 ] [ 117 ] [ 118 ] [ 119 ] |
| Tháng 1            | Mikel Arteta                        | Arsenal                             | Marcus Rashford             | Manchester United           | Michael Olise            | Crystal Palace           | Nick Pope                        | Newcastle United                 | [ 120 ] [ 121 ] [ 122 ] [ 123 ] |
| Tháng 2            | Erik ten Hag                        | Manchester United                   | Marcus Rashford             | Manchester United           | Willian                  | Fulham                   | David de Gea                     | Manchester United                | [ 124 ] [ 125 ] [ 126 ] [ 127 ] |
| Tháng 3            | Mikel Arteta                        | Arsenal                             | Bukayo Saka                 | Arsenal                     | Jonny                    | Wolverhampton Wanderers  | Aaron Ramsdale                   | Arsenal                          | [ 128 ] [ 129 ] [ 130 ] [ 131 ] |
| Tháng 4            | Unai Emery                          | Aston Villa                         | Erling Haaland              | Manchester City             | Matheus Nunes            | Wolverhampton Wanderers  | Aaron Ramsdale                   | Arsenal                          | [ 132 ] [ 133 ] [ 134 ] [ 135 ] |

### Giải thưởng năm
| Giải                                              | Cầu thủ        | Câu lạc bộ      |
| ------------------------------------------------- | -------------- | --------------- |
| Cầu thủ Ngoại hạng Anh xuất sắc nhất mùa giải     | Erling Haaland | Manchester City |
| Cầu thủ trẻ Ngoại hạng Anh xuất sắc nhất mùa giải | Erling Haaland | Manchester City |
| Cầu thủ xuất sắc nhất năm của FWA                 | Erling Haaland | Manchester City |